# Dendrophthora dalstroemii
Dendrophthora dalstroemii är en sandelträdsväxtart som beskrevs av J. Kuijt. Dendrophthora dalstroemii ingår i släktet Dendrophthora och familjen sandelträdsväxter. Inga underarter finns listade i Catalogue of Life.